# Herbert Missalla
Herbert Missalla (* 5. Juni 1935 in Kerkrade) ist ein ehemaliger deutscher Mittelstreckenläufer, der sich auf die 800-Meter-Distanz spezialisiert hatte.
Bei den Leichtathletik-Europameisterschaften 1958 in Stockholm wurde er Sechster, und bei den Europäischen Hallenspielen 1966 in Dortmund gewann er Bronze.
1957, 1958 und 1962 wurde er jeweils Dritter bei den Deutschen Meisterschaften. 1966 wurde er Deutscher Vizemeister in der Halle.
Herbert Missalla startete für den DLC Aachen (1953–1956), SV Bayer 04 Leverkusen.(1957–1965) und TuS Bayer Dormagen (1966–1968). Von 1970 bis 1995 war er Hauptgeschäftsführer des TSV Bayer Dormagen. Als Trainer betreute er u. a. Rita Wilden und Elke Barth sowie die Sprintjuniorinnenauswahl des DLV.

## Persönliche Bestzeiten
- 800 m: 1:47,0 min, 26. August 1958, Bremen
- 1000 m: 2:20,7 min, 21. September 1966, Hannover